# جوایز انجمن منتقدان فیلم سنت لوئیس ۲۰۲۳
جوایز انجمن منتقدان فیلم سنت لوئیس ۲۰۲۳ (انگلیسی: 2023 St. Louis Film Critics Association Awards) در ۱۰ دسامبر ۲۰۲۳ اعلام شد.
اوپنهایمر (فیلم) با چهارده نامزدی، پس از آن قاتلان ماه گل با دوازده و باربی (فیلم) با یازده نامزدی؛ دسته «بهترین بدلکاری» اضافه شد. علاوه بر این، جشنواره دو گروه را به دلیل شایستگی‌های ویژه مربوط به اعتصابات کارگری این صنعت در سال ۲۰۲۳ به رسمیت شناخت.

## برندگان و نامزدها
| - اوپنهایمر (فیلم)' - نایب قهرمان: باربی (فیلم) - داستان آمریکایی - آناتومی یک سقوط - جاماندگان - قاتلان ماه گل - مایسترو (فیلم ۲۰۲۳) - می دسامبر - زندگی‌های گذشته - منطقه دلخواه - کیلین مورفی – اوپنهایمر (فیلم) به عنوان جی. رابرت اوپنهایمر - نایب قهرمان: پل جیاماتی – جاماندگان در نقش Paul Hunham - بردلی کوپر – مایسترو (فیلم ۲۰۲۳) به عنوان لئونارد برنستاین - لئوناردو دی‌کاپریو – قاتلان ماه گل به عنوان ارنست برکهارت - جفری رایت (بازیگر) – داستان آمریکایی در نقش Thelonious "Monk" Ellison - رایان گسلینگ – باربی (فیلم) به عنوان Ken - نایب قهرمان: رابرت داونی جونیور – اوپنهایمر (فیلم) به عنوان لوئیس استراوز (TIE) - نایب قهرمان: چارلز ملتون (بازیگر) – می دسامبر در نقش جو یو (TIE) - استرلینگ کی براون – داستان آمریکایی در نقش Clifford "Cliff" Ellison - دومینیک سسا – جامادر اوپنهایمر - وایولا دیویس – ایر (فیلم ۲۰۲۳) در نقش دلوریس جردن - جولین مور – می دسامبر در نقش گریسی آترتون-یو - اوپنهایمر (فیلم) – کریستوفر نولان; بر اساس کتاب "پرومته آمریکایی" نوشته Kai Bird و Martin J. Sherwin" - نایب قهرمان: داستان آمریکایی – Cord Jefferson; بر اساس رمان "پاک کردن" نوشته پرسیوال اورت - خدایا آنجایی؟ منم مارگرت (فیلم) – کلی فرمون کریگ; بر اساس خدایا آن‌جایی؟ منم مارگرت توسط جودی بلوم - قاتلان ماه گل – اریک راث و مارتین اسکورسیزی; بر اساس کتاب "قاتلان ماه گل: کشتار مردم اوسیج و تولد اف‌بی‌آی" اثر دیوید گرن - منطقه دلخواه – جاناتان گلیزر; بر اساس رمان اثر مارتین ایمیس - سمفونی آمریکایی (TIE) - هنوز: فیلم مایکل جی فاکس (TIE) - «فراتر از آرمانشهر» - تمام نشد - Menus-Plaisirs – Les Troisgros - جامندگان' - نایب قهرمان: باربی (فیلم) (TIE) - نایب قهرمان: اوپنهایمر (فیلم) (TIE) - استروید سیتی - قاتلان ماه گل - اوپنهایمر (فیلم) – جنیفر لیم - نایب قهرمان: آدم‌کش (فیلم ۲۰۲۳) – کرک بکستر - جامندگان – کوین تنت - قاتلان ماه گل – تلما شونمیکر - مایسترو (فیلم ۲۰۲۳) – میشل تسورو - باربی (فیلم) – سارا گرینوود و کتی اسپنسر - نایب قهرمان: بیچارگان (فیلم) – جیمز پرایس، شونا هیث و Zsuzsa Mihalek - استروید سیتی – آدام استوکهاوزن - قاتلان ماه گل – جک فیسک - اوپنهایمر (فیلم) – روث دی جونگ - آلبوم باربی' - نایب قهرمان: قاتل - Air - The Holdovers - استاد - جان ویک: بخش ۴ (TIE)' - مأموریت: غیرممکن – روزشمار مرگ (TIE)' - سیاه‌چال‌ها و اژدهایان: شرافت دزدها - ایندیانا جونز و گردانه سرنوشت - آدمکش (فیلم ۲۰۲۳) - مرد عنکبوتی: در میان دنیای عنکبوتی - با من حرف بزن (فیلم ۲۰۲۲)' - نایب قهرمان: اسکینامارینک - ظهور مرده شیطانی - درب کابین را بزن - مگان (فیلم) - مأموریت: غیرممکن – روزشمار مرگ – Wade Eastwood - نایب قهرمان: جان ویک: بخش ۴ – اسکات راجرز و استفان دانلوی - ایندیانا جونز و گردانه سرنوشت – Mike Massa and Abdelaaziz Attougui - پنجه آهنی (فیلم) – چاوو گررو - آدم‌کش (فیلم ۲۰۲۳) – دیو مکومبر - ای۲۴ – برای نمایش هم‌بستگی با [بازیگر]ها و یلم‌نامه‌نویس با ایمن کردن رأی‌گیری تحلیلی از انجمن بازیگران سینما و هنرمندان تلویزیون و رادیو آمریکا و انجمن نویسندگان آمریکا برای ادامه فیلم‌سازی و نامورسازی. - Screen Actors Guild و انجمن نویسندگان آمریکا – برای مبارزه برای هنرمندان حقوق صاحبان سهام و محافظت از آینده فیلمسازی توسط اعتصاب در برابر اقداماتی که minimize or remove protect and دستمزد کافی برای امرار معاشs for artists. |

ندگان]] در نقش آنگوس تولی

### بهترین فیلمنامه اصلی
- باربی (فیلم) – گرتا گرویگ و نوآ بامبک
  - نایب قهرمان: جاماندگان – دیوید همینگسون
    - ایر (فیلم ۲۰۲۳) – Alex Convery
    - آناتومی یک سقوط – ژوستین تریه و آرتور هراری
    - زندگی‌های گذشته – سلین سونگ

### بهترین انیمیشن
- مرد عنکبوتی: در میان دنیای عنکبوتی
  - نایب قهرمان: «پسرک و مرغ ماهی‌خوار»
    - المنتال
    - رویاهای ربات
    - لاک‌پشت‌های نینجای جهشیافته نوجوان: آشوب جهشیافته

### بهترین ویژگی بین‌المللی
- آناتومی یک سقوط • فرانسه
  - نایب قهرمان: منطقه دلخواه • بریتانیا
    - برگ‌های افتاده • فنلاند
    - روزهای عالی • ژاپن
    - اتاق دبیران • آلمان

### بهترین فیلمبرداری
- اوپنهایمر (فیلم) – هویته ون هویتما
  - نایب قهرمان: استروید سیتی – رابرت یئومان (TIE)
  - نایب قهرمان: قاتلان ماه گل – رودریگو پریتو (TIE)
    - مایسترو (فیلم ۲۰۲۳) – متیو لیباتیک
    - منطقه دلخواه – ووکاش ژال

### بهترین طراحی لباس
- باربی (فیلم) – جکلین دورن
  - نایب قهرمان: بیچارگان (فیلم) – Holly Waddington
    - قاتلان ماه گل – ژاکلین وست و جولی اوکیف
    - اوپنهایمر (فیلم) – Ellen Mirojnick
    - پریسیلا (فیلم) – Stacey Battat

### بهترین امتیاز
- اوپنهایمر (فیلم) – لودویگ گورانسون
  - نایب قهرمان: قاتلان ماه گل – رابی رابرتسون (TIE)
  - نایب قهرمان: می دسامبر – مارسلو زارووس (TIE)
    - مرد عنکبوتی: در میان دنیای عنکبوتی – دانیل پمبرتن
    - منطقه دلخواه – میکاچو

### بهترین جلوه‌های بصری
- آفریننده (فیلم ۲۰۲۳) – جی کوپر، ایان کاملی، نیل کوربلد، و اندرو رابرتز
  - نایب قهرمان: اوپنهایمر (فیلم) - دیو درزویکی، اسکات آر. فیشر، اندرو جکسون، و جاکومو مینیو
    - گودزیلا منهای یک – تاکاشی یامازاکی
    - نگهبانان کهکشان بخش ۳ – Theo Bialek, Stéphane Ceretti, Alexis Wajsbrot, and Guy Williams
    - مأموریت: غیرممکن – روزشمار مرگ – Simone Coco, نیل کوربلد،  Jeff Sutherland, and الکس ووتکه

### بهترین فیلم کمدی
- جاماندگان'
  - نایب قهرمان: باربی (فیلم)
    - داستان آمریکایی
    - خدایا آنجایی؟ منم مارگرت (فیلم)
    - باتمز (فیلم)

### بهترین صحنه
- """باربی (فیلم)" - مونولوگ گلوریا در مورد استانداردهای غیرممکن تعیین شده برای زنان"
  - نایب قهرمان: "جان ویک: بخش ۴" – مبارزه در ۲۲۲ پله منتهی به کلیسای سکره‌کر دو مون‌مارتر در پاریس
    - قاتلان ماه گل – پایان برنامه رادیویی
    - مایسترو (فیلم ۲۰۲۳) – لئونارد برنستاین اجرای ارکستر سمفونیک لندن در سمفونی شماره ۲ (مالر) در کلیسای جامع الی
    - اوپنهایمر (فیلم) – آزمایش ترینیتی

|

### بهترین کارگردان
- کریستوفر نولان – اوپنهایمر (فیلم)
  - نایب قهرمان: گرتا گرویگ – باربی (فیلم)
    - تاد هینز – می دسامبر
    - مارتین اسکورسیزی – قاتلان ماه گل
    - سلین سونگ – زندگی‌های گذشته

### بهترین بازیگر زن
- لیلی گلادستون – قاتلان ماه گل به عنوان مولی کایل
  - نایب قهرمان: مارگو رابی – باربی (فیلم) به عنوان باربی
    - گرتا لی – زندگی‌های گذشته در نقش نورا مون
    - ناتالی پورتمن – می دسامبر در نقش الیزابت بری
    - اما استون – بیچارگان (فیلم) در نقش بلا باکستر

### بهترین بازیگر نقش مکمل زن
- دیواین جوی رندالف – جاماندگان در نقش مریم بره
  - نایب قهرمان: ریچل مک‌آدامز – خدایا آن‌جایی؟ منم مارگرت (فیلم) در نقش باربارا سایمون
    - امیلی بلانت – اوپنهایمر (فیلم) به عنوان [[کاتر